# Omega Andromede
Omega Andromede (ω And, ω Andromede) je Bayerjevo poimenovanje za počasi se vrtečo binarno zvezdo v severnem ozvezdju Andromede. Paralaksa, ki je bila izmerjena med misijo Hipparcos, je ta sistem umestila na okoli 933 svetlobnih let (286 parsekov) oddaljenosti od Zemlje. Njena navidezna magnituda je +4,83, kar pomeni, da je dovolj svetla za opazovanje s prostim očesom.
Primarna komponenta ima zvezdno klasifikacijo F5 IVe. Izsevni razred IV nakazuje, da je to najverjetneje zvezda podorjakinja. A Abt (1985) je podal klasifikacijo F3 V, kar nakazuje na to, da je to zvezda glavne veje tipa F. Izmerjeni kotni premer primarne zvezde je 0,70 ± 0,03 mas. Na podlagi previdevane razdalje sistema je torej zvezda velika okoli 2,2 krat Sonca. Seva okoli sedem sončevih svetilnosti iz svoje zunanje atmosfere na površinski temperaturi 6.628 K. Ta vročina da zvezdi rumeno-bel sij zvezde tipa F.
Leta 2008 je bila z uporabo adaptivne optike na observatoriju Lick razločena še sekundarna zvezda. Kasnejša opazovanja so podala razliko magnitud med zvezdama 3,65 ± 0,03 in da sta ločeni 0,669 kotnih sekund. Abt (1985) označi zvezdo kot F5 V.